# Hagetjärnet (Ärtemarks socken, Dalsland)
Hagetjärnet är en sjö i Bengtsfors kommun i Dalsland och ingår i Göta älvs huvudavrinningsområde. Sjön har en area på 0,166 kvadratkilometer och ligger 133,3 meter över havet.

## Delavrinningsområde
Hagetjärnet ingår i det delavrinningsområde (654982-128760) som SMHI kallar för Inloppet i Torrsjön. Medelhöjden är 144 meter över havet och ytan är 11,12 kvadratkilometer. Det finns inga avrinningsområden uppströms utan avrinningsområdet är högsta punkten. Vattendraget som avvattnar avrinningsområdet har biflödesordning 4, vilket innebär att vattnet flödar genom totalt 4 vattendrag innan det når havet efter 217 kilometer. Avrinningsområdet består mestadels av skog (85 procent). Avrinningsområdet har 1,13 kvadratkilometer vattenytor vilket ger det en sjöprocent på 10,2 procent.